# Эльдарушев, Абу-Саид Исламутдинович
Абу-Саид Исламутдинович Эльдарушев (17 октября 2001, Махачкала, Дагестан, Россия) — российский футболист, нападающий клуба «Балтика», выступающий на правах аренды за «МЛ Витебск». Мастер спорта России (2024).

## Биография
Сын каратиста Исламутдина Эльдарушева. Футболом начал заниматься с 9 лет. Сначала тренировался в махачкалинской РСДЮСШ-2 у Магомеда Маллаева и Марата Рамазанова, далее выступал за академию «Анжи», позже за молодёжную команду. За основную команду «Анжи» в сезоне 2019/20 провёл два матча в первенстве ПФЛ. В августе 2019 года перешёл в «Легион Динамо». В конце июня 2021 года подписал контракт с владикавказской «Аланией». 10 мая 2022 года вышел в стартовом составе в выездном полуфинальном матче против московского «Динамо» и был заменён в перерыве на Ислама Машукова. 28 декабря 2022 года перешёл в клуб «Акрон».
20 июля 2024 года дебютировал в РПЛ выступая за «Акрон» в выездном матче против московского «Локомотива» (3:2), забил гол и отдал голевую передачу.
26 июля 2024 года перешёл в «Балтику». В сезоне-2024/25 провел за команду 25 матчей, забил 3 гола и сделал 4 ассиста, а «Балтика» вышла в РПЛ. В июле 2025 года арендован «МЛ Витебском» до конца сезона в высшей лиге.

## Достижения
- Бронзовый призёр Первой лиги России: 2023/24